# Carlos I al Portugaliei
Carlos (Diplomatul sau Martirul; portugheză o Diplomata sau o Martirizado), (n. 28 septembrie 1863, Ajuda⁠(d), Districtul Lisabona, Portugalia – d. 1 februarie 1908, Praça do Comércio, Districtul Lisabona, Portugalia) a fost al 33-lea (sau al 34-lea sau 35-lea potrivit unor istorici) și penultimul rege al Portugaliei. A fost primul rege portughez de la Sebastian al Portugaliei (1578) care a avut o moarte violentă. Acest lucru s-a întâmplat în 1908, când Carlos a fost asasinat la Lisabona când călătorea într-o trăsură deschisă împreună cu familia regală.

## Primii ani
Carlos s-a născut la Lisabona, Portugalia. Tatăl său a fost regele Luís, al doilea fiu al regelui Ferdinand al II-lea al Portugaliei și a reginei Maria a II-a. Mama sa a fost regina Maria Pia de Savoia, fiica lui Victor Emmanuel al II-lea, rege al Italiei. A avut un frate, Infantele Afonso, Duce de Porto.
Verii primari pe linie paternă includ pe: Frederic Augustus al III-lea de Saxonia, Prințesa Maria Josepha de Saxonia, Prințul Wilhelm de Hohenzollern-Sigmaringen și Ferdinand I al României.
Verii primari pe linie maternă includ pe: Napoléon Victor Bonaparte, Victor Emmanuel al III-lea al Italiei, Emanuele Filiberto, al 2-lea Duce de Aosta, Vittorio Emanuele, Conte de Torino, Luigi Amedeo, Duce de Abruzzi, Umberto, Conte de Salemi.
A avut o educație intensă și a fost pregătit să domnească ca monarh constituțional. În 1883 a călătorit în Italia, Anglia, Franța și Germania, unde și-a îmbunătățit cunoștințele despre civilizația modernă a timpului său. În 1883, 1886 și 1888 a domnit ca regent în timp ce tatăl său a călătorit în Europa, așa cum era tradiția printre regii portughezi constituționali. Tatăl său, Luís I, l-a sfătuit să fie modest și să se concentreze pe studiu.
Primele discuții legate de căsătorie s-au purtat pentru una dintre fiicele lui Frederic al III-lea, împăratul Germaniei, dar religia a reprezentat o problemă insurmontabilă și presiunile diplomației britanice au împiedicat căsătoria. Apoi, a întâlnit și s-a căsătorit cu prințesa Amélie de Orléans, fiica cea mare a lui Filip, Conte de Paris, pretendent la tronul Franței.

## Rege al Portugaliei

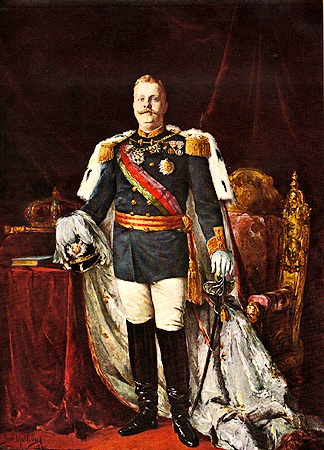
Carlos I

Carlos a devenit rege la 19 octombrie 1889. Tratatele coloniale cu Regatul Unit al Marii Britanii și al Irlandei (unul semnat în august 1890 care a definit frontierele lor din Africa de-a lungul râurilor Zambezi și Congo și un altul semnat la 14 octombrie 1899, care a confirmat tratatele coloniale din secolul al XVII-lea) au stabilizat situația din Africa. Aceste acorduri au fost totuși nepopulare în Portugalia, unde au fost văzute ca fiind în defavoarea țării.
Pe plan intern, Portugalia a fost declarată în faliment de două ori: la 14 iunie 1892 și la 10 mai 1902, lucru care a provocat tulburări industriale, antagonism socialist și republican și critici de presă la adresa monarhiei. Carlos a răspuns prin numirea lui João Franco ca prim-ministru și ulterior va accepta dizolvarea parlamentului.
Ca patron al științelor și artelor, regele Carlos a participat activ la celebrarea a 500 de ani (în 1894) de la nașterea Prințului Henric Navigatorul. Anul următor l-a decorat pe faimosul poet portughez João de Deus în cadrul unei ceremonii la Lisabona. Lui Carlos îi plăcea explorarea maritimă și a publicat studiile sale în acest domeniu.

### Asasinarea
La 1 februarie 1908 familia regală s-a întors de la Vila Viçosa la Lisabona. Au călătorit cu trenul la Barreiro și, de acolo, au luat un vas cu aburi cu care au traversat râul Tagus și au debarcat în centrul Lisabonei. În drum spre palatul regal, trăsura deschisă cu Carlos I și familia sa a trecut prin Terreiro do Paço. În timp ce traversau piața, doi activiști republicani, Alfredo Costa și Manuel Buiça, au tras focuri de armă din mulțime.
Regele a murit imediat, moștenitorul său, Luís Filipe, a fost rănit mortal iar Prințul Manuel a fost lovit în braț. Doar regina a scăpat fără răni. Cei doi asasini au fost uciși pe loc de către poliție și bodyguarzi; un spectator nevinovat a fost ucis, de asemenea, în confuzia generală. Douăzeci de minute mai târziu a murit și prințul Luís Filipe. Câteva zile mai târziu, fiul cel mic, prințul Manuel, a fost proclamat rege al Portugaliei. El a fost ultimul rege al Portugaliei.
1. ↑  IdRef, accesat în 4 martie 2020